# Miloš Říha
Miloš Říha (* 6. Dezember 1958 in Přerov, Tschechoslowakei; † 31. August 2020 in Prag) war ein tschechischer Eishockeytrainer, der zuletzt zwischen 2015 und Oktober 2017 als Cheftrainer beim HC Slovan Bratislava unter Vertrag stand.

## Karriere als Spieler
Miloš Říha fing in seiner Heimatstadt an, Eishockey zu spielen. Vor der Spielzeit 1978/79 wurde er vom Armeeclub Dukla Jihlava verpflichtet, bei dem er seinen Militärdienst ableistete. Danach schloss er sich dem TJ Vítkovice an, mit dem er 1981 Tschechoslowakischer Meister wurde. Während des NHL Entry Draft 1983 wurde er von den Minnesota North Stars in der zehnten Runde an 196. Stelle ausgewählt, spielte aber nie außerhalb seines Heimatlandes. Zwischen 1983 und 1986 ging er für den TJ Gottwaldov aufs Eis. Seine letzte Spielzeit in der höchsten Spielklasse der Tschechoslowakei, der 1. Liga, verbrachte er bei Zetor Brno. Insgesamt erzielte Říha in neun Saisons und 262 Erstliga-Partien 67 Tore.

## Karriere als Trainer
In der Folgezeit wurde Říha Spielertrainer in Hodonín, wo er bis 1990 unter Vertrag stand. Danach wurde er Assistenztrainer beim  TJ Gottwaldov, zunächst unter Stanislav Přikryl, später unter Josef Augusta. Nach seiner Entlassung während der Saison 1993/94 wechselte er in die Position des Cheftrainers: Zwischen 1994 und 1996 betreute er die Mannschaft seiner Heimatstadt, den HC Přerov. 1996 wechselte er zum HC Pardubice, wo er am Saisonende zum besten Trainer der Extraliga gekürt wurde.
Im Mai 1999 wurde Říha Cheftrainer beim HC Becherovka Karlovy Vary, wurde aber während der Saison 2000/01 aufgrund von sportlichem Misserfolg entlassen. Danach wurde er vom HC Sparta Prag verpflichtet, wo er Interimstrainer war.
Ab 2001 arbeitete er mehrere Jahre für den slowakischen Spitzenklub HC Slovan Bratislava und wurde mit diesem 2002 und 2005 Slowakischer Meister. Zudem wurde er nach der Saison 2004/05 als bester Trainer der slowakischen Extraliga ausgezeichnet. In der folgenden Spielzeit trainierte er Chimik Moskowskaja Oblast aus der russischen Superliga.
Zwischen Sommer 2006 und November 2007 war Říha wieder Cheftrainer des HC Moeller Pardubice, wurde aber nach einem sehr schlechten Saisonstart durch Jiří Šejba ersetzt.
Ab Dezember 2007 war Říha Cheftrainer des HK Spartak Moskau, wo er 2009 seinen Vertrag bis 2011 verlängerte. Nach einem erfolglosen Start in die Saison 2010/11 wurde Říha im Oktober 2010 entlassen und fand kurze Zeit später eine neue Anstellung, als er von Atlant Mytischtschi unter Vertrag genommen wurde. Mit Atlant erreichte er das Playoff-Finale 2011, in dem sein Team Salawat Julajew Ufa unterlag. Nach diesem Erfolg wurde Říha vom SKA Sankt Petersburg verpflichtet.
Im November 2012 wurde Říha vom SKA entlassen, obwohl die Mannschaft zu diesem Zeitpunkt auf dem ersten Platz der Western Conference platziert war. Anschließend war er als General Manager beim HC Pardubice tätig, ehe er im Januar 2013 Mojmír Trličík als Cheftrainer beim HC Pardubice ablöste.
Im September des gleichen Jahres wurde Říha vom HK Awangard Omsk verpflichtet und ersetzte dort den drei Tage zuvor entlassenen Petri Matikainen. Im März 2013 wurde er von Awangard entlassen, nachdem der Club die Play-offs verpasst hatte. Anschließend war er ohne Anstellung im Profi-Eishockey, ehe er im Januar 2015 als Cheftrainer zum HC Pardubice zurückkehrte und dort den kurz zuvor entlassenen Zdeněk Venera ersetzte.
Ab der Saison 2015/16 war Říha erneut Cheftrainer bei Slovan Bratislava, ehe er im Oktober 2017 nach einer Niederlagenserie entlassen wurde. Zur Saison 2018/19 wurde er dann Nationaltrainer der tschechischen Nationalmannschaft und betreute diese bei der Eishockey-Weltmeisterschaft der Herren 2019 (Platz 4) sowie bei der Euro Hockey Tour 2018/19 und 2019/210.
Anfang August 2020 wurde Říha, der seinen Wohnsitz zuletzt in der Slowakei hatte, wegen gesundheitlicher Probleme in das Roosevelt-Krankenhaus Banska Bystrica eingeliefert und am 18. August 2020 in die Prager Spezialklinik für Herzerkrankungen IKEM (Institut klinické a experimentální medicíny) verlegt. Dort verstarb er am 31. August 2020.

## Erfolge und Auszeichnungen
- 1981 Tschechoslowakischer Meister mit dem TJ Vítkovice
- 1994 Tschechischer Meister mit dem HC Olomouc
- 1997 Trainer des Jahres in Tschechien
- 2002 Slowakischer Meister mit dem HC Slovan Bratislava
- 2005 Slowakischer Meister mit dem HC Slovan Bratislava
- 2005 Trainer des Jahres in der Slowakei
- 2011 KHL-Vizemeister mit Atlant Mytischtschi